# Company Telecom

Company Telecom is een Nederlandse aanbieder van zakelijke telecomdiensten. Het bedrijf levert onder andere internetverbindingen, cloud telefonie, mobiele telefonie en betaalsystemen aan ondernemers in Nederland. Company Telecom is actief sinds 2020 en heeft zijn hoofdkantoor in Eindhoven.

## Geschiedenis
Company Telecom werd opgericht in april 2020 als aanbieder van zakelijke telecomdiensten.
- 2020 – Oprichting van Company Telecom. De eerste zakelijke klanten werden aangesloten op glasvezel- en DSL-verbindingen via bestaande netwerken.
- 2021 – De dienstverlening werd uitgebreid met mobiele telefonie, waaronder simkaarten voor zakelijk gebruik.
- 2022 – Introductie van cloud telefonie inclusief vast op mobiel, waarmee vaste en mobiele nummers op één toestel kunnen worden gecombineerd.
- 2023 – Het bedrijf breidde zijn dienstverlening uit met betaalsystemen zoals pinautomaten.
- 2024 – Het hoofdkantoor verhuisde naar een prominente locatie aan het Stadhuisplein in het centrum van Eindhoven. De zichtbare locatie moest bijdragen aan merkbekendheid en toegankelijkheid.[1][2]
- 2025 – Company Telecom lanceerde zijn eigen 5G-internetdienst onder de naam *Plug 'n Work Business*. Men stopt dan een simkaart met data in een router en heeft direct internet zonder bijkomst van glasvezel- en/of DSL-verbindingen.

## Diensten
Company Telecom levert onder meer:
- Glasvezelinternet via netwerken van aanbieders zoals KPN, Ziggo, Eurofiber, Delta en Odido.
- Cloud telefonie, inclusief vast-op-mobielfunctionaliteit
- Mobiele telefonie voor voornamelijk zakelijke gebruikers maar ook particulieren
- 5G-internetdiensten onder de naam 'Plug 'n Work Business'
- Betaalsystemen zoals pinautomaten

## Trivia
- Company Telecom is sinds 2024 sponsor van de Kersenronde Mierlo, een jaarlijks wielerevenement in Noord-Brabant.